# Courbe du dragon

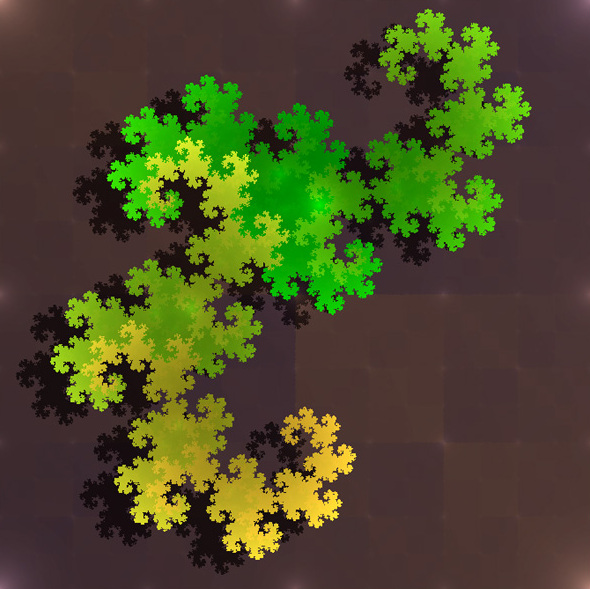
Courbe du dragon

La courbe du dragon (ou « fractale du dragon » ou « courbe de Heighway » ou « dragon de Heighway ») a été pour la première fois étudiée par les physiciens de la NASA John Heighway, Bruce Banks, et William Harter. Elle a été décrite par Martin Gardner dans sa chronique de jeux mathématiques du Scientific American en 1967. Nombre de ses propriétés ont été publiées par Chandler Davis (en) et Donald Knuth. Elle est apparue dans le roman Jurassic Park de Michael Crichton.

## Construction

### L-système

Construction récursive de la courbe

La courbe peut être construite par le L-système défini par :
- angle 90°
- graine FX
- règles : 
  - X {\displaystyle \mapsto } X+YF+
  - Y {\displaystyle \mapsto } -FX-Y

Ce qui se traduit simplement comme suit : partir d'un segment de base ; puis en suivant la courbe, remplacer chaque segment par deux segments à angle droit en effectuant une rotation de 45° alternativement à droite puis à gauche :

On visualise ici les 5 premières itérations et la neuvième.

### Système de fonctions itérées
La courbe du dragon est également l'ensemble limite du système de fonctions itérées suivant, dans le plan complexe :
{\displaystyle f_{1}(z)={\frac {(1+i)z}{2}}}
{\displaystyle f_{2}(z)=1-{\frac {(1-i)z}{2}}}
(avec comme ensemble de points initial {\displaystyle S_{0}=\{0;1\}}).
ou encore, en coordonnées cartésiennes (représentation plus souvent utilisée dans des logiciels tels qu'Apophysis (en)) :
{\displaystyle f_{1}(x,y)={\frac {1}{\sqrt {2}}}{\begin{pmatrix}\cos 45^{\circ }&-\sin 45^{\circ }\\\sin 45^{\circ }&\cos 45^{\circ }\end{pmatrix}}{\begin{pmatrix}x\\y\end{pmatrix}}}
{\displaystyle f_{2}(x,y)={\frac {1}{\sqrt {2}}}{\begin{pmatrix}\cos 135^{\circ }&-\sin 135^{\circ }\\\sin 135^{\circ }&\cos 135^{\circ }\end{pmatrix}}{\begin{pmatrix}x\\y\end{pmatrix}}+{\begin{pmatrix}1\\0\end{pmatrix}}.}

### Pliage
Suivre une itération de la courbe du dragon fait apparaître une suite de rotations à 90° vers la droite ou vers la gauche. Pour les premières itérations, la séquence de « droite » (D) et « gauche » (G) est la suivante :
1re itération : D
2e itération : D D G
3e itération : D D G D D G G
4e itération : D D G D D G G D D D G G D G G
Empiriquement, on peut observer la règle de construction suivante : on peut construire l'itération suivante en prenant l'itération en cours, ajoutant un D, puis en ajoutant l'itération courante inversée et en intervertissant D et G.

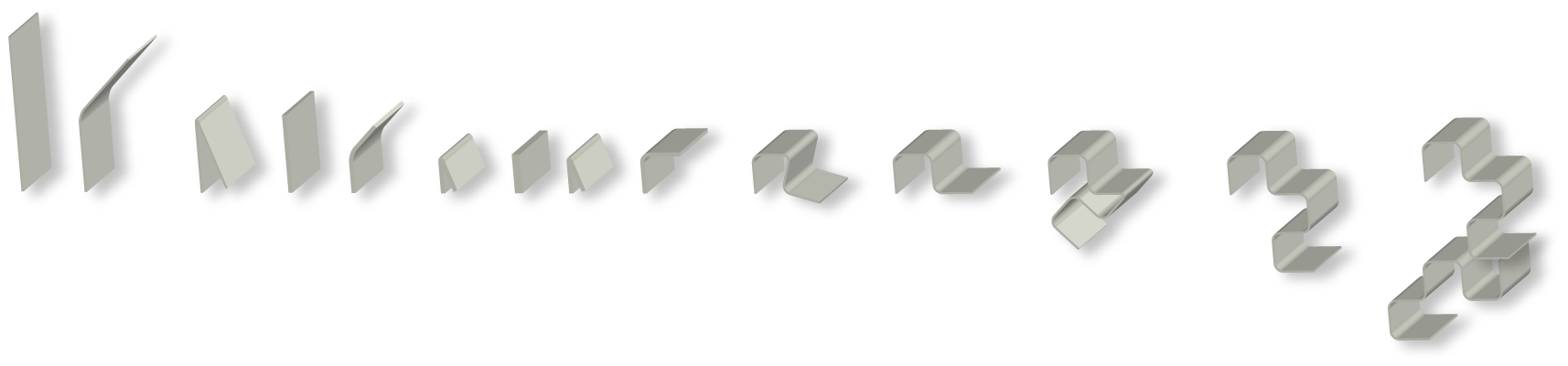

Ce schéma suggère la méthode suivante de modélisation par pliage : prenez une bande de papier et pliez-la en son milieu par la droite. Pliez-la à nouveau par la droite et répétez l'opération autant de fois que possible. Dépliez la bande en conservant les pliures à 90°. La courbe du dragon apparaît.
Ce motif donne également une méthode pour déterminer la direction de la n-ième rotation dans la séquence. Écrivons un entier n sous la forme k2m où k est un nombre impair. La direction de la n-ième rotation est déterminée par k modulo 4 (reste de la division de k par 4). Si le reste vaut 1 alors la n-ième rotation est « droite », sinon c'est « gauche ».

### Exemple de programme
Exemple de programme en JavaScript (on suppose une balise Canvas d'Id "myCanvas" présente, faisant 1400px par 700px), facile à convertir dans tout autre langage.
```
     

    
var
 
nbStep
 
=
 
2
 
**
 
16
;
  
// 2^16

    
var
 
dragonLen
 
=
 
3
;

    
var
 
dragonX
 
=
 
400
,
 
dragonY
 
=
 
400
;

    
var
 
dragonDx
 
=
 
1
,
 
dragonDy
 
=
 
0
;

    
var
 
c
 
=
 
document
.
getElementById
(
"myCanvas"
);

    
var
 
ctx
 
=
 
c
.
getContext
(
"2d"
);

    
function
 
move
()
 
{

        
dragonX
 
=
 
dragonX
 
+
 
dragonDx
 
*
 
dragonLen
;

        
dragonY
 
=
 
dragonY
 
+
 
dragonDy
 
*
 
dragonLen
;

        
ctx
.
lineTo
(
dragonX
,
 
dragonY
);

    
}

    
ctx
.
beginPath
();

    
ctx
.
moveTo
(
dragonX
,
 
dragonY
);

    
move
();

    
for
 
(
var
 
n
 
=
 
1
;
 
n
 
<
 
nbStep
;
 
n
++
)
 
{

        
var
 
k
 
=
 
n
;

        
while
 
((
k
 
&
 
1
)
 
==
 
0
)
    
// k mod 2 == 0

            
k
 
=
 
k
 
>>
 
1
;
         
// k = k / 2

        
var
 
d
 
=
 
k
 
&
 
0x3
;
        
// k mod 4

        
if
 
(
d
 
==
 
1
)
 
{

            
var
 
t
 
=
 
dragonDy
;

            
dragonDy
 
=
 
-
dragonDx
;

            
dragonDx
 
=
 
t
;

        
}
 
else
 
{

            
var
 
t
 
=
 
dragonDy
;

            
dragonDy
 
=
 
dragonDx
;

            
dragonDx
 
=
 
-
t
;

        
}

        
move
();

    
}

    
ctx
.
stroke
();

```

## Propriétés de la courbe du dragon

### Dimensions
- En dépit de son aspect irrégulier, la courbe du dragon s’inscrit dans des proportions simples. Ces résultats se déduisent de son mode de construction.

- Sa surface vaut ½ (considérant que le segment de base a pour longueur 1). Ce résultat se déduit de ses propriétés de pavage.
- Sa frontière a une longueur infinie.
- La courbe ne se traverse jamais.
- La courbe du dragon révèle nombre d’auto-similarités. La plus visible est la répétition du même motif après rotation de 45° et réduction de √2.

- Sa dimension de Hausdorff peut être calculée : à chaque itération le nombre de segments double avec un facteur de réduction de √2. La dimension de Hausdorff vaut donc {\displaystyle {\frac {\log 2}{\log {\sqrt {2}}}}=2}. Cette courbe couvre donc le plan.
- Sa frontière est une fractale dont la dimension de Hausdorff vaut {\displaystyle \log _{2}\left({\frac {1+{\sqrt[{3}]{73-6{\sqrt {87}}}}+{\sqrt[{3}]{73+6{\sqrt {87}}}}}{3}}\right)\approx } 1,5236 (calculée par Chang et Zhang[1]).

### Pavage
- La courbe du dragon peut paver le plan de multiples manières (voir encadré).

1er élément de pavage par 4 courbes
2e élément de pavage par 4 courbes
3e élément de pavage par 4 courbes
La courbe du dragon peut se paver elle-même.
1er élément de pavage par 2 courbes
2e élément de pavage par 2 courbes (twin dragon)
3e élément de pavage par 2 courbes
Un exemple de pavage du plan
Autre exemple de pavage du plan
Autre exemple de pavage du plan
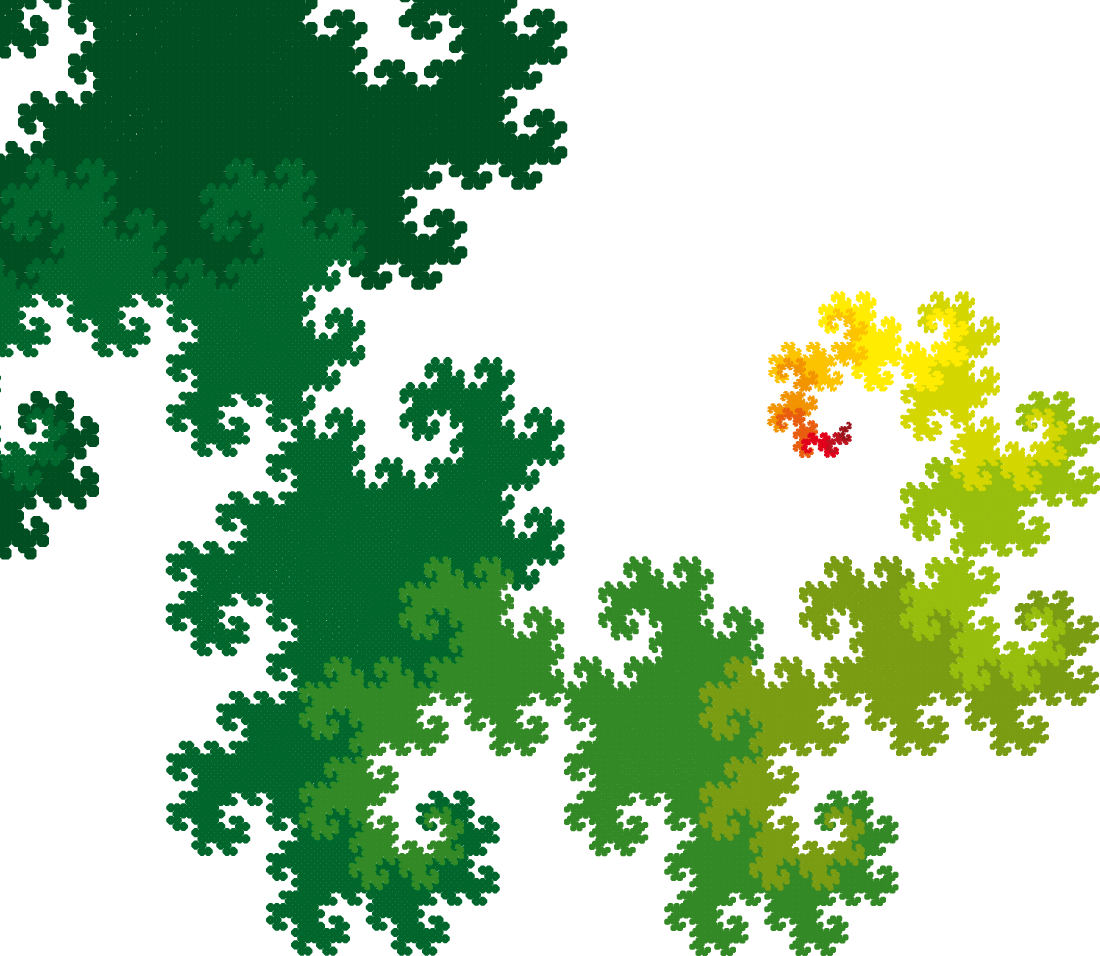
Des courbes de taille croissante (ratio racine(2)) forment une spirale infinie. 4 de ces spirales, disposées à 90°, pavent le plan.

## Variantes de la courbe du dragon

### Twindragon

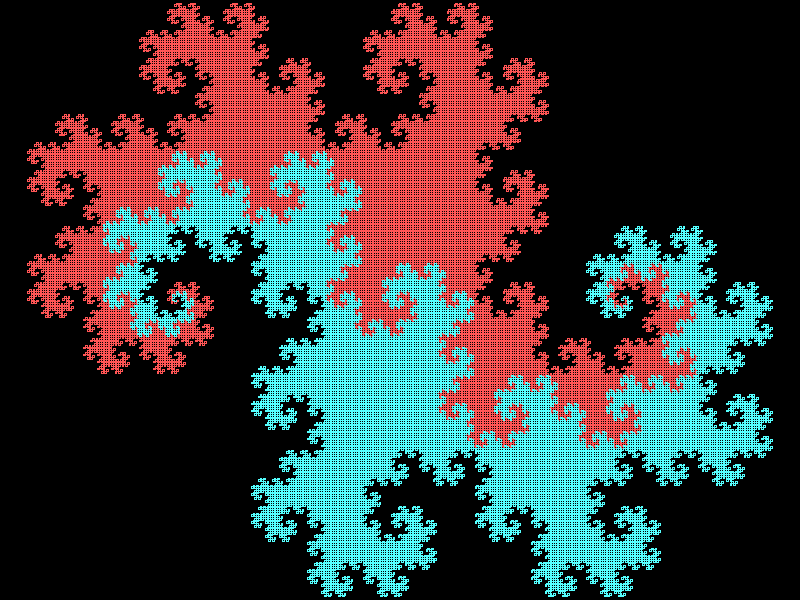
Twindragon construite à partir de 2 dragons

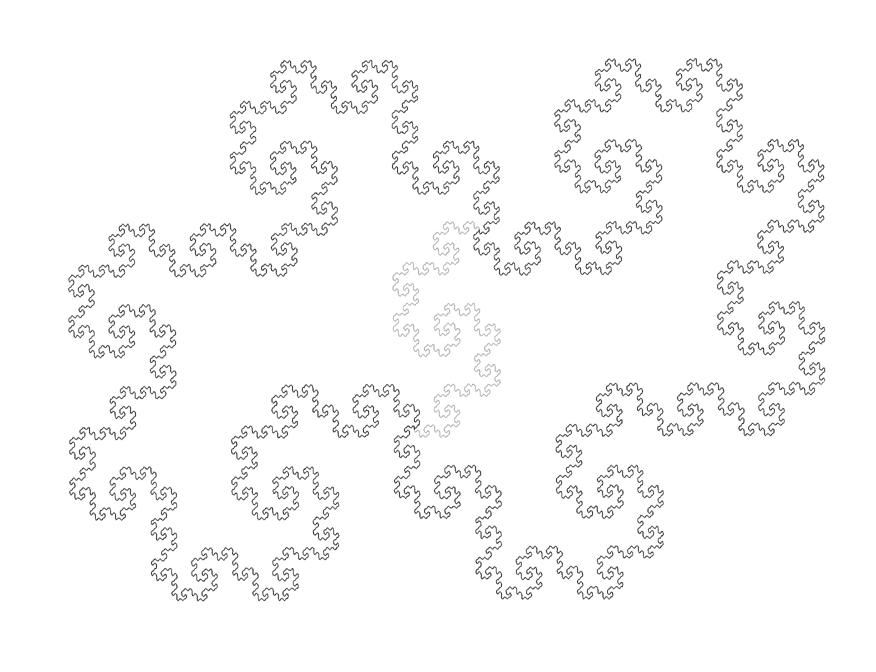
Frontière du Twindragon

La twindragon (mot à mot « dragon jumeau », connue également sous le nom de dragon de Davis-Knuth) est une variante de la courbe du dragon qui peut être construite en plaçant deux dragons dos à dos. Cette courbe est la limite de l’IFS suivante :  
{\displaystyle f_{1}(z)={\frac {(1+i)z}{2}}}
{\displaystyle f_{2}(z)={\frac {(1+i)z+1-i}{2}}}.

### Terdragon

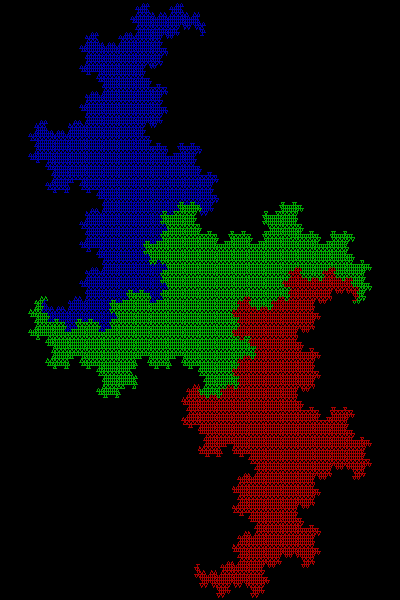
Courbe Terdragon

La terdragon peut être construite à partir du L-système suivant :
- angle 120°
- graine F
- règle : F {\displaystyle \mapsto } F+F-F

C’est également la limite de l'IFS suivant :
{\displaystyle f_{1}(z)=\lambda z~} ;
{\displaystyle f_{2}(z)={\frac {i}{\sqrt {3}}}z+\lambda } ;
{\displaystyle f_{3}(z)=\lambda z+\lambda ^{*}~} ;
{\displaystyle \mathrm {o{\grave {u}}~} \lambda ={\frac {1}{2}}-{\frac {i}{2{\sqrt {3}}}}{\mbox{ et }}\lambda ^{*}={\frac {1}{2}}+{\frac {i}{2{\sqrt {3}}}}.}